# انجومبه
انجومبه (به لاتین: Njombe) یک شهرک در تانزانیا است که در استان انجومبه واقع شده‌است. انجومبه ۴۰٬۶۰۷ نفر جمعیت دارد.